# Aulosaphoides topali
Aulosaphoides topali är en stekelart som först beskrevs av Papp 1991.  Aulosaphoides topali ingår i släktet Aulosaphoides och familjen bracksteklar. Inga underarter finns listade.